# Ortskapelle Gneixendorf

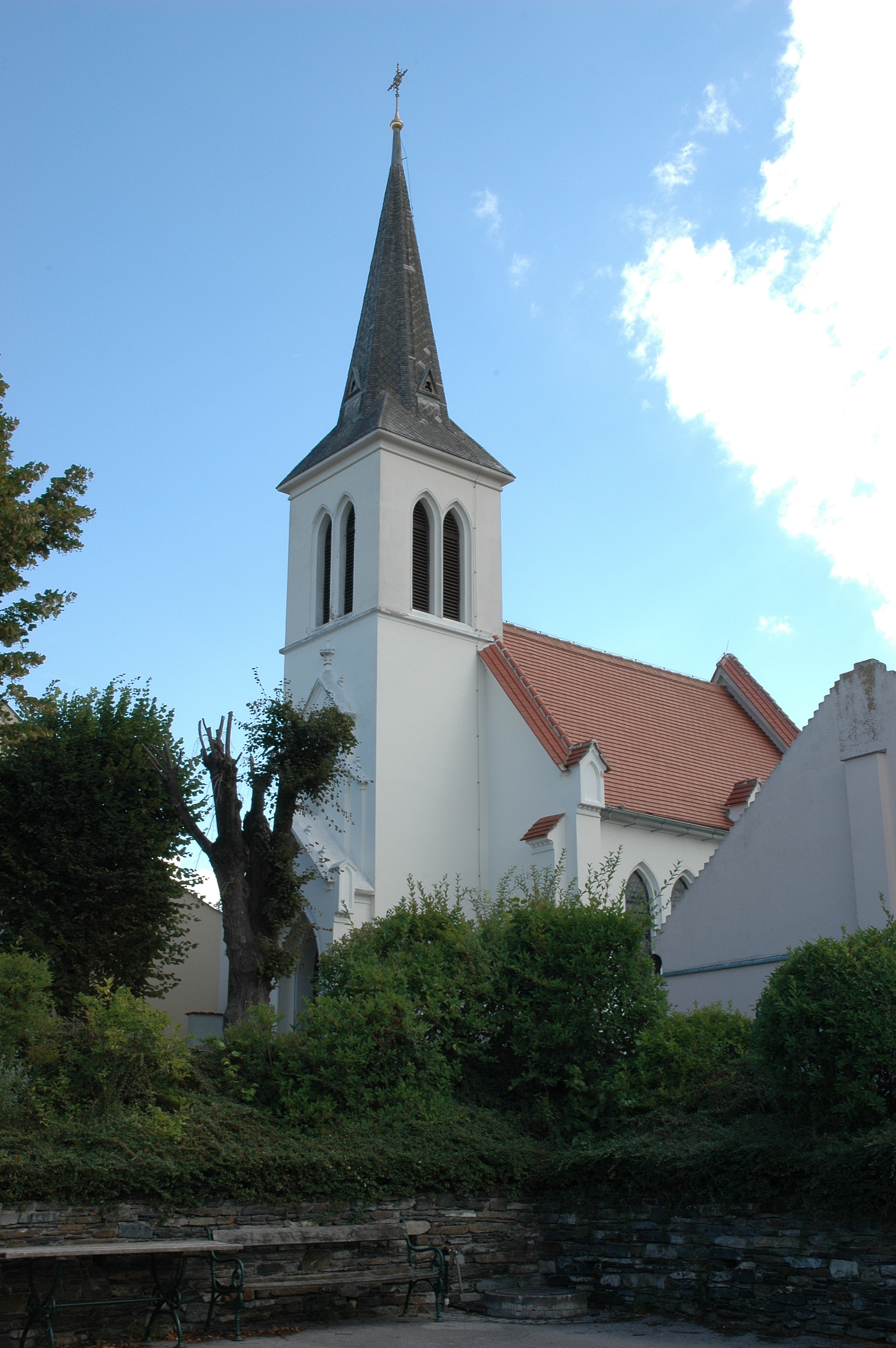
Katholische Ortskapelle Herz Jesu
in Gneixendorf

Die Ortskapelle Gneixendorf steht an der Durchgangsstraße in der Ortschaft Gneixendorf in der Statutarstadt Krems an der Donau in Niederösterreich. Die dem Fest Heiligstes Herz Jesu geweihte Kapelle gehört zum Dekanat Krems in der Diözese St. Pölten. Die Kapelle steht unter Denkmalschutz (Listeneintrag). 

## Geschichte
Die Kapelle wurde 1908 im Gedächtnis zum 60. Regierungsjubiläum von Kaiser Franz Joseph I. errichtet. 

## Architektur
Der neugotische Kapellenbau mit einem Langhaus mit gekuppelten Spitzbogenfenstern hat einen stark eingezogenen Chor mit einem Fünfachtelschluss und einen vorgestellten zweigeschoßigen Fassadenturm mit einer übergiebelten Portalvorhalle mit Krabben- und Kreuzblumendekor. 
Das Langhaus zeigt sich mit einem Tonnengewölbe. Der Triumphbogen ist spitzbogig. 

## Ausstattung
Die einheitliche Einrichtung aus der Bauzeit ist erhalten. 
Eine Glocke nennt Johann Gottlieb Jennichen 1829. 